# Козе-Ляскі
Козе-Ляський (пол. Kozie Laski, нім. Königsfelde) — село в Польщі, у гміні Новий Томишль Новотомиського повіту Великопольського воєводства.
Населення — 170 осіб (2011).
У 1975-1998 роках село належало до Познанського воєводства.

## Демографія
Демографічна структура станом на 31 березня 2011 року:
|          | Загалом | Допрацездатний вік | Працездатний вік | Постпрацездатний вік |
| -------- | ------- | ------------------ | ---------------- | -------------------- |
| Чоловіки | 84      | 24                 | 50               | 10                   |
| Жінки    | 86      | 18                 | 43               | 25                   |
| Разом    | 170     | 42                 | 93               | 35                   |